# Apeadeiro de Casével
O Apeadeiro de Casével, inicialmente denominado de Cazevel e depois como Casevel, é uma interface encerrada da Linha do Alentejo, que servia a vila de Casével, no Distrito de Beja, em Portugal.

## História

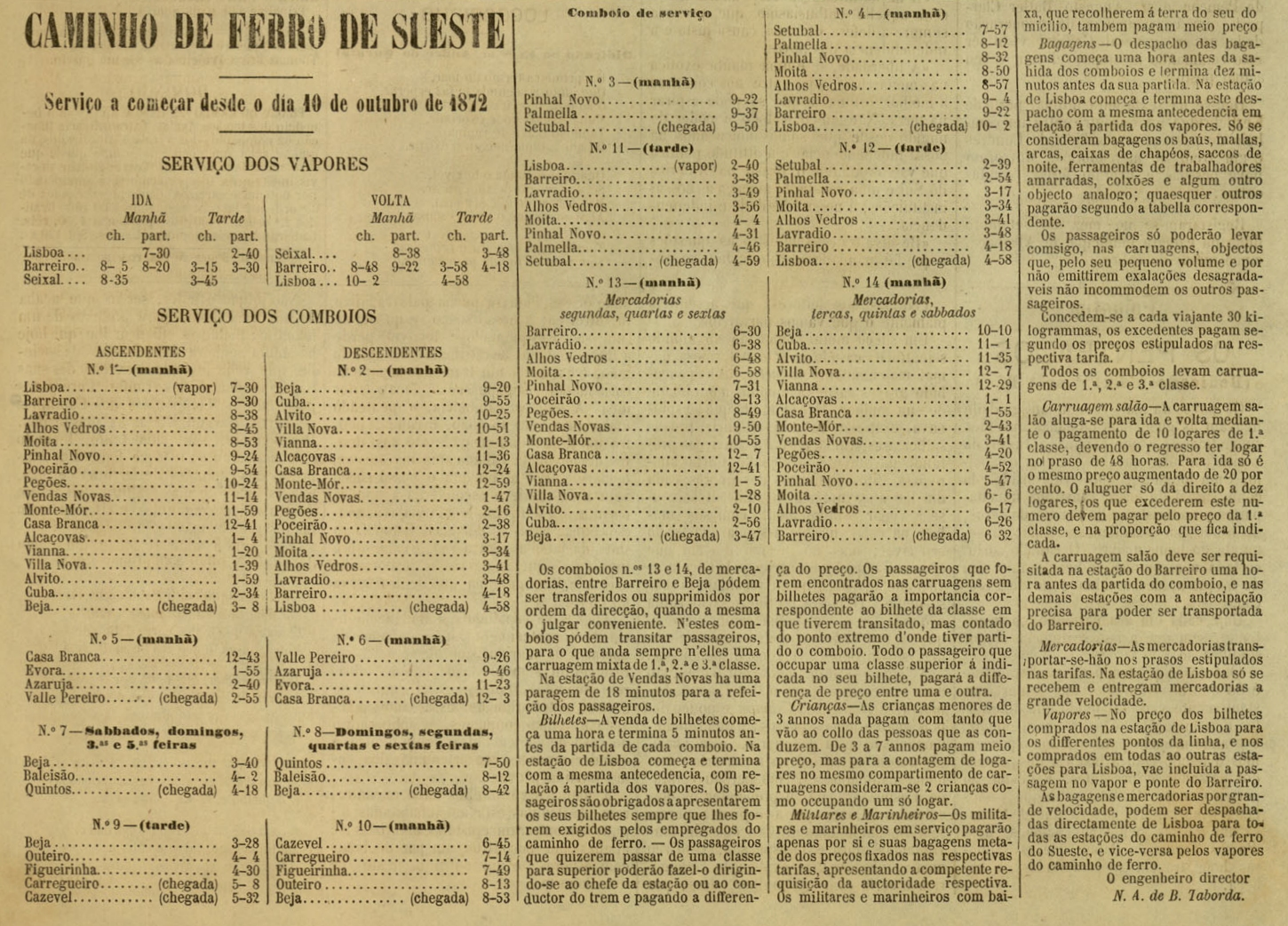
Horários de 1872, onde esta interface aparece com a denominação primitiva, Cazevel, sendo nessa altura a estação terminal do Caminho de Ferro do Sul

Esta interface abriu em 20 de Dezembro de 1870, como estação terminal provisória do Caminho de Ferro do Sul, tendo o troço seguinte, até Amoreiras-Odemira, entrado ao serviço em 3 de Junho de 1888.
Até à chegada do caminho de ferro a Faro, em 1 de Julho de 1889, esta interface era principalmente utilizada pelos viajantes algarvios nas deslocações de e para Lisboa, sendo o percurso até Mértola feito por estrada, e depois utilizando o Rio Guadiana até à foz, em Vila Real de Santo António.
Segundo um relatório apresentado em 21 de Janeiro de 1901 sobre as ligações rodoviárias às estações e apeadeiros nas linhas a Sul do Rio Tejo, já tinham sido estudados dois ramais de acesso à estação de Casevel, um com 13.538 m partindo da da Estrada Real 17 em Castro Verde, e outro de 8033 m, que saía da Estrada Real 75 em Messejana.